# Jacques Charlot
Jacques Charlot (Parijs, 13 september 1885 - Col de la Chapelotte, 3 maart 1915) was een Franse componist. Hij was een neef van Jacques Durand, Claude Debussy's muziekuitgever, en een vriend van Maurice Ravel. Hij heeft verscheidene werken van Ravel en van Debussy bewerkt voor piano en anderzijds hun werken voor piano-solo bewerkt voor grotere bezetting.
Tijdens de Eerste Wereldoorlog werd hij luitenant in het Franse leger en sneuvelde 29 jaar oud, op 3 maart 1915.
Ravel droeg de Prélude van Le Tombeau de Couperin op aan zijn nagedachtenis.
Claude Debussy heeft eveneens een van zijn werken, het tweede deel uit En blanc et noir voor twee piano's, opgedragen ter nagedachtenis aan Charlot.